# Concessão Francesa de Xangai
A Concessão Francesa de Xangai (em francês:  Concession française de Changhaï; em chinês:  上海法租界) foi uma concessão estrangeira em Xangai, China, de 1849 a 1943, que se expandiu progressivamente no final do século XIX e início do século XX.
Durante grande parte de sua existência, a área coberta pela antiga Concessão Francesa permaneceu o principal distrito residencial e comercial de Xangai e também foi um dos centros do catolicismo na China.
A concessão chegou ao fim em 1943, quando o França de Vichy, sob pressão da Alemanha Nazista, assinou a devolução da área ao governo nacional reorganizado pró-japonês da China em Nanquim. Apesar do re-desenvolvimento nas últimas décadas, a área mantém um caráter distinto e é um destino turístico popular.

## História

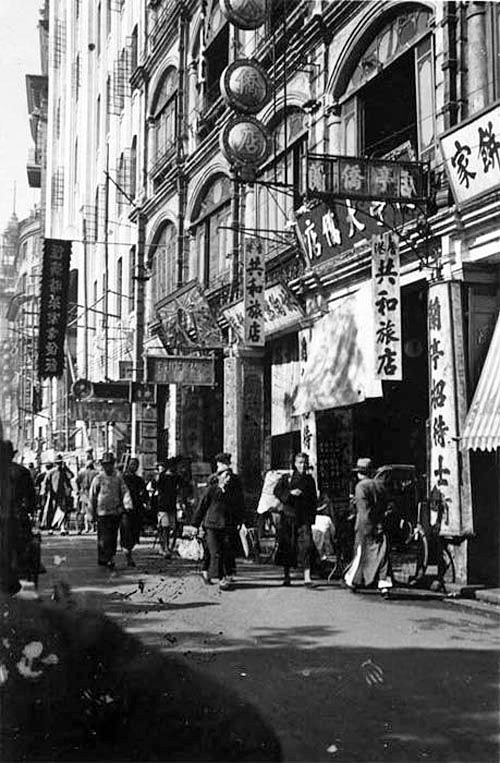
Rue du Consulat, a rue principale ou "rua principal" da Concessão Francesa original, retratada na década de 1930.

### Estabelecimento
A Concessão Francesa foi estabelecida em 6 de abril de 1849, quando o cônsul francês em Xangai, Charles de Montigny, obteve uma proclamação de Lin Kouei (麟 桂, Lin Gui), o Intendente do Circuito (Tao-tai / Daotai, o governador) de Xangai, que cedeu determinado território para um assentamento francês. A extensão da Concessão Francesa no momento do estabelecimento estendia-se ao sul até o fosso da Cidade Velha, ao norte até o canal Yangjingbang (Yang-king-pang, agora Estrada Yan'an), a oeste até o Templo de Guan Yu (Koan- ti-miao, 关帝庙) e a ponte Zhujia (Tchou-kia-kiao, 褚 家 桥), e a leste às margens do rio Huangpu e na foz do canal Yangjingbang. A Concessão Francesa ocupou efetivamente um estreito "colar" de terra ao redor da extremidade norte da Cidade Velha, ao sul do assentamento britânico. Em uma área de 66 hectares, a Concessão Francesa tinha cerca de um terço do tamanho do assentamento britânico na época. Uma outra pequena faixa de terra ribeirinha a leste da Cidade Velha foi adicionada em 1861, para permitir a construção do quai de France, para servir o transporte marítimo entre a China e a França.